# Bristolska skala izmeta
Bristolska skala izmeta (akronim BSS od engl. Bristol Stool Scale) ili kriterijumi za procenu stolice, je dijagnostički medicinski alat dizajniran da klasifikuje oblik ljudskih izmeta (fecesa) u sedam kategorija.
Ovu neobična skalu koju je osmislio doktor Hen Kiton, i objavio je u Britanskom medicinskom žurnalu 1990. godine, imala je za cilj da bude prvi nagoveštaj o zdravlju čovekovih creva. Ako se sadržaj u crevima zadrži suviše dugo ili dolazi do pojave zatvora (opstipacije), to je na Bristolskoj skali označeni vrednostima od 1 do 3. Sve što je od 4 do 5. podeoka smatra se dobrim, a vrednosti 6 ili 7 –podeoka označavaju obilan proliv – i ukazuju na alarmantno stanje u crevima.
Kriterijumi iz ove skale koji se koriste u kliničkim i eksperimentalnim oblastima medicine, pomažu pacijentima da lakše opišu svoje tegobe sa izmetom a lekarima da bolje definišu opstipaciju (zatvor) i dijareju proliv) na standardizovan način,

## Nazivi
Bristolska skala izmeta (BSS, Bristol Stool Scale) — Bristolska tabela stolica (BSC, Bristol stool chart), Bristol skala za formiranje stolice (BSF skala, Bristol stool form scale).

## Istorija
Bristolska skala izmeta razvijen od strane dr Stefana Levisa i dr Hen Kitona, lekara u Kraljevskoj bolnici u Bristolu, kao alat za kliničku procenu opstipacije, koji treba da pomogne pacijentima da razgovaraju o ovoj delikatnoj temi sa svojim doktorima, a da se ne zbune. To je, u suštini, razgovor između lekara i pacijenta o ono što Britanci nazivaju „kraljevskim tretmanom ...”.
Skala je prvi put zvanično prikazana u Skandinavskom časopisu gastroenterologije nakon prethodne prospektivne studije, sprovedene 1992. godine na uzorku populacije, koju je činilo 838 muškaraca i 1.059 žena. Ona je pokazala neočekivanu prevalencija poremećaja defekacije na osnovu oblika i vrste izmeta. Autori ovog rada su zaključili — da je forma izmeta korisna zamenska mera za period tranzicije fekalija kroz debelo crevo.
Od tada se Bristolska skala izmeta masovno koristi kao istraživački i diajgnostički alat za procenu efikasnosti lečenja raznih bolesti creva, ali kao klinička komunikacijska pomoćna metoda; uključujući i deo dijagnostičke trijade za sindrom iritabilnih creva.
Iako je ovaj zaključak doveden u pitanje zbog ograničene valjanosti rezultata za tipove 1 i 2, skala je ostala u upotrebi kao istraživački alat za procenu uspeha lečenja i dijagnozu raznih bolesti creva, kao dobra kliničke komunikacijska pomoć.
Skala se vrlo brzo pokazala efikasnom u pedijatriji, jer je omogućila roditeljima ili staraocima malog deteta, da koristeći ovu skalu sa manje problem objasne lekaru izvor dugotrajnih problema vezanih za izgled i stanje izmeta njihovog deteta.

## Opšte informacije
Izmet je krajnji otpadni produkt fizioloških procesa varenja ljudi. Sem nesvarenih ostataka hrane, često se u fecesu nalazi i dodatni „otpad“ metabolizma, poput nekih organskih kiselina i toksičnih materija, lekova ili sveže krvi, sluzi, parazita i produkata raspadanja hemoglobina u višim partijama digestivnog trakta.
Prema izgledu stolica može biti čvrsta (formirana) ili kašasta i tečna (neformirana). Boja i miris stolice zavisi od vrste ishrane i pratećih poremećaja u digestivnom traktu. Tako je npr. crna katranasta stolica posledica svežeg krvarenje i dejstva želudačne kiseline na hemoglobin u gornjim partijama digestivnog trakta (čir na želucu ili dvanaestopalačnom crevu, krvareći karcinom, povreda želuca).
U nameri da pomogne pacijentu da opiše izgled svog izmeta ili stolice, dizajnirana je Bristolska skala izmeta koja klasifikuje ljudski izmet u 7 tipova 
- Tipovi 1, 2 — oblici izmeta karakteristični za opstipaciju.
- Tipovi 3 i 4 — oblici normalnog izmeta.
- Tip 5 — oblik izmeta kod koga nedostaju vlakna
- Tip 6 — oblici izmeta kod suboptimalnuih prolivastih stolica (blaži proliv)
- Tip 7 — izmet kod klasične dijareje (proliva).

| Tip izmeta | Karakteristike |
| ---------- | --- |
| Tip 1      | - Izmet je u tvrdim komadićima, grudvicama koje su tvrde i abrazivne, tipičnog prečnika koji se kreće od 1 do 2 cm, što je tipično za akutnu disbakteriozu. - Najčešće je odraz ishrane siromašne vlaknima, a znak da je stolica predugo stajala u debelom crevu. - Ovim stolicama nedostaje normalan amorfni kvalitet, jer nedostaju bakterije i ne postoji ništa što bi zadržalo vodu. - Defekacija je bolna jer ove grudvice teško prolaze kroz završno crevo i anus, jer su tvrde i grebu sluzokožu. - Postoji velika verovatnoća anorektalnog krvarenja zbog mehaničkog oštećenja analnog kanala. Tipično za post-antibiotske tretmane i za ljude koji pokušavaju da se hrane bez vlakana (low-carb). * Nadutost trbuha je retka jer kod ove vrste izmeta izostaje fermentacija dijetalnih vlakana. - Kod ovakvog izmeta savetuje se povećanje unosa vlakana koja stimulišu varenje. |
| Tip 2      | - Izmet je voluminozniji, nali grudvičasta stolica najčešće upućuje na organsku opstipaciju, odnosno zatvor i dehidraciju. - Promer grudvica je 3 do 4 cm. - Predstavlja kombinaciju stolice tipa 1 koja je sastavljena od komponenti vlakana i nekih bakterija. - Ovaj tip izmeta je daleko najdestruktivniji jer je njegova veličina blizu ili premašuje maksimalni otvor analnog kanala (3,5 cm). - Eliminacija izmeta zahteva ekstremno naprezanje tokom defekacije, i često izaziva laceraciju analnog kanala, hemoroidalni prolaps ili divertikulozu. - Da bi se postigao ovaj oblik, izmeta on mora biti u debelom crevu najmanje nekoliko nedelja umesto normalnih 72 časa. - Najvjerovatniji uzroci su anorektalni bol, hemoroidna bolest, analne pukotine, zadržavanje ili odlaganje defekacije i istorija hroničnog zatvora. - Iako je nadutost trbuha manje izražena, pacijent doživljava ove stolice kao sindrom iritabilnog creva zbog stalnog pritiska velikih masa izmeta na zidove creva. - Mogućnost opstrukcije tankog crijeva je visoka, jer je debelo crevo ispunjeno do stolice. - Dodavanje dodatnih vlakana za izbacivanje ovih stolica je opasno, jer ekspandirana vlakna nemaju gd ići i mogu uzrokovati hernije, opstrukciju ili perforaciju tankog i debelog crijeva. - Važno je uravnotežiti ishranu biljnim vlaknima, pojačati telesnu aktivnost i povećati unos tečnosti, najbolje u obliku obične vode. |
| Tip 3      | - Izmet je voluminozan, poput velike kobasice sa pukotinama po površini, promjra 2 do 3,5 cm. - Smatra se normalnima i zdravim izgledom izmeta. - Povećani unos tečnosti omekšaće stolicu i uklanja nabore, a tranzitno vreme je kraće, između jedne i dve nedelje. - Nadutost je manja, zbog disbakterioze. - Činjenica da izmet nije uvećan kao kod Tip 2 defekacije su pravilne. Potrebno je naprezanje. - Svi neželjeni efekti tipični za stolicu tipa 2 su mogući i za tip 3, posebno kod brzog pogoršanja hemoroidnog oboljenja. - Lekari smatraju da je idealna stolica srednje konzistencije, koja nije ni previše tvrda ni previše mekana. |
| Tip 4      | - Ovo je normalna forma izmeta za nekoga ko svakodnevno defecira., i smatra se da u idealnom slučaju pacijent treba svaki dan da ima jednu, do dve stolice srednje konzistencije. - Promer stolice je 1 do 2 cm . Veći prečnik ukazuje na duže tranzitno vreme ili veliku količinu dijetalnih vlakana u ishrani. |
| Tip 5      | - Ovaj izmet je tipičan za osobu koja ima stolicu dva ili tri puta dnevno, nakon većih obroka. - Promer izmeta je 1 do 1,5 cm. - Stolica je u mekim komadićima i smatra se već blagom dijarejom i može biti i znak nekih crevnih oboljenja. - Može ukazati na potrebu čišćenja creva vodom i zdravijom ishranom, sa više dijetalnih vlakana. |
| Tip 6      | - Pahuljasta stolica neravnih rubova može ukazivati na dijareju, odnosno proliv i često upozorava na potrebu promena životnih navika. - Ova vrsta izmeta može ukazivati na blago hiperaktivan kolon (brzi pokret), višak kalijuma ili naglu dehidraciju ili nagli porast krvnog pritiska u vezi sa stresom (oba uzrokuju brzo oslobađanje vode i kalijuma iz krvne plazme u crevnu šupljinu). - Takođe može ukazivati na hipersenzitivnu ličnost sklonu stresu, previše začina, vode za piće sa visokim sadržajem minerala, ili upotrebu osmotskih (mineralnih soli) laksativa. |
| Tip 7      | - Vodenasta stolica je stolica koja je provela najmanje vremena u crevima. - Takva stolica je prebrzo prošla kroz sistem za varenje. - Ova stolica je veoma retka, prezasićena vodom i simptom je proliva. |

Od 2010. godine, skala je primenjena u nekoliko kliničkih studija kao pouzdan dijagnostički alat za prepoznavanje i procenu, odgovora na fizičku aktivnost kod sportista i odgovora na različite tretmane, kao što su:
- probiotici,[22]
- moxibustion,[23]
- laksativi kod starijih osoba,[24]
- priprema ajurvedske polifitoterapija podneta TLPL / AI,[25]
- psillium,[26] mesalazin,[27] methilnaltrekone,[28] i oksikodon / nalokson.[29]

## Spoljašnje veze
|  | Molimo Vas, obratite pažnju na važno upozorenje u vezi sa temama iz oblasti medicine (zdravlja). |